# Batalla de Brest
La batalla de Brest fue una de las batallas más feroces libradas en el frente occidental durante la Segunda Guerra Mundial. Parte del plan de los Aliados durante la invasión de la Europa continental exigía la captura de instalaciones portuarias, con el fin de garantizar la entrega oportuna de la enorme cantidad de material de guerra necesario para abastecer a las fuerzas aliadas invasoras. Se estimó que, para que las 37 divisiones aliadas permanecieran en el continente durante septiembre de 1944 necesitarían 26 000 toneladas de suministros cada día. El principal puerto que las fuerzas aliadas esperaban tomar y poner a su servicio era Brest, en el noroeste de Francia.

## La cuestión de los puertos

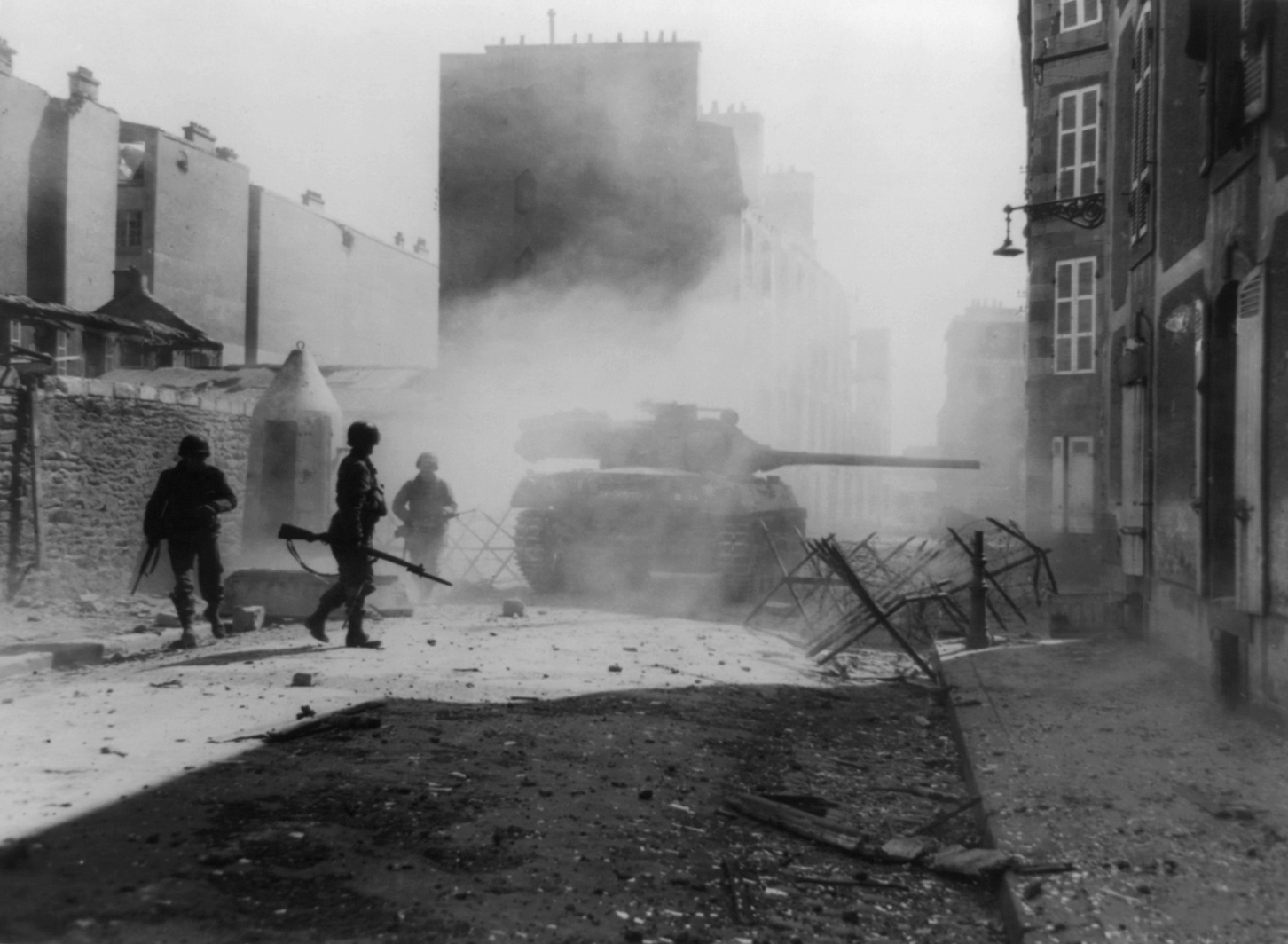
Un M18 Hellcat en las calles de Brest, en septiembre de 1944.

Al principio de la guerra, después de la caída de Francia en 1940 , Estados Unidos comenzó a planear una eventual invasión de Europa occidental, para ser puesta en vigencia siempre y cuando se unieran a la guerra. Las tropas estadounidenses y canadienses serían trasladadas desde EE. UU. a Inglaterra (siempre y cuando el Reino Unido estuviera todavía en guerra), hasta que pudiera montarse una invasión aliada en el continente. 
Una cuestión importante era, por supuesto, cómo suministrar al ejército de invasión las decenas de miles de toneladas de material que necesitaría después de llegar. La captura de los puertos de la costa atlántica europea era una necesidad, y los más adecuados eran objetivos claros de invasión. La captura de estas instalaciones portuarias se consideró crucial, porque la falta de suministros lastraría fácilmente a un ejército invasor. Para la fase inicial de la batalla, grandes puertos artificiales, los puertos Mulberry, serían erigidos en las playas, uno para los estadounidenses y otro para los británicos. Sin embargo los Mulberries tenían limitadas capacidades de descarga de tonelaje, y eran considerados solo como una contingencia hasta que auténticos puertos pudieran ser capturados y puestos en servicio.
Puertos adecuados se podían encontrar a lo largo de la costa norte de Francia, en el canal de la Mancha, que sería atravesado por los ejércitos invasores; en particular el puerto de Brest, en Bretaña, durante mucho tiempo el puerto principal de la flota francesa en la costa atlántica y el puerto más occidental de Francia. Los estrategas aliados consideraban incluso posible que, después de su captura, los suministros pudieran llegar directamente desde los EE. UU. a Brest, sin pasar por Inglaterra, y llegar a los ejércitos aliados hacia el este, hacia Alemania, mucho más rápido.
Otros puertos a lo largo del canal de la Mancha eran Saint Malo, Lorient y Saint Nazaire en Bretaña, y Cherburgo y Le Havre en Normandía, que finalmente sería seleccionada como el área de invasión. La operación Sledgehammer, la captura de Cherburgo, había sido considerada por los Aliados, pero fue cancelada después de la desastrosa desembarco de Dieppe en 1942. Se decidió que un ataque directo a un puerto de mar no era una opción.
Los alemanes, al darse cuenta de esto, sin embargo, comenzaron a construir fortificaciones alrededor de estos puertos a principios de la guerra a través de la organización Todt, como parte del concepto de Muro del Atlántico. Algunos de estos puertos eran importantes bases de submarinos, y tenían construidas plumas (mástiles de grúas) secundarias de hormigón a prueba de bombas. Estas fortificaciones sobrevivieron a los ataques aéreos aliados durante algún tiempo.

## Preludio

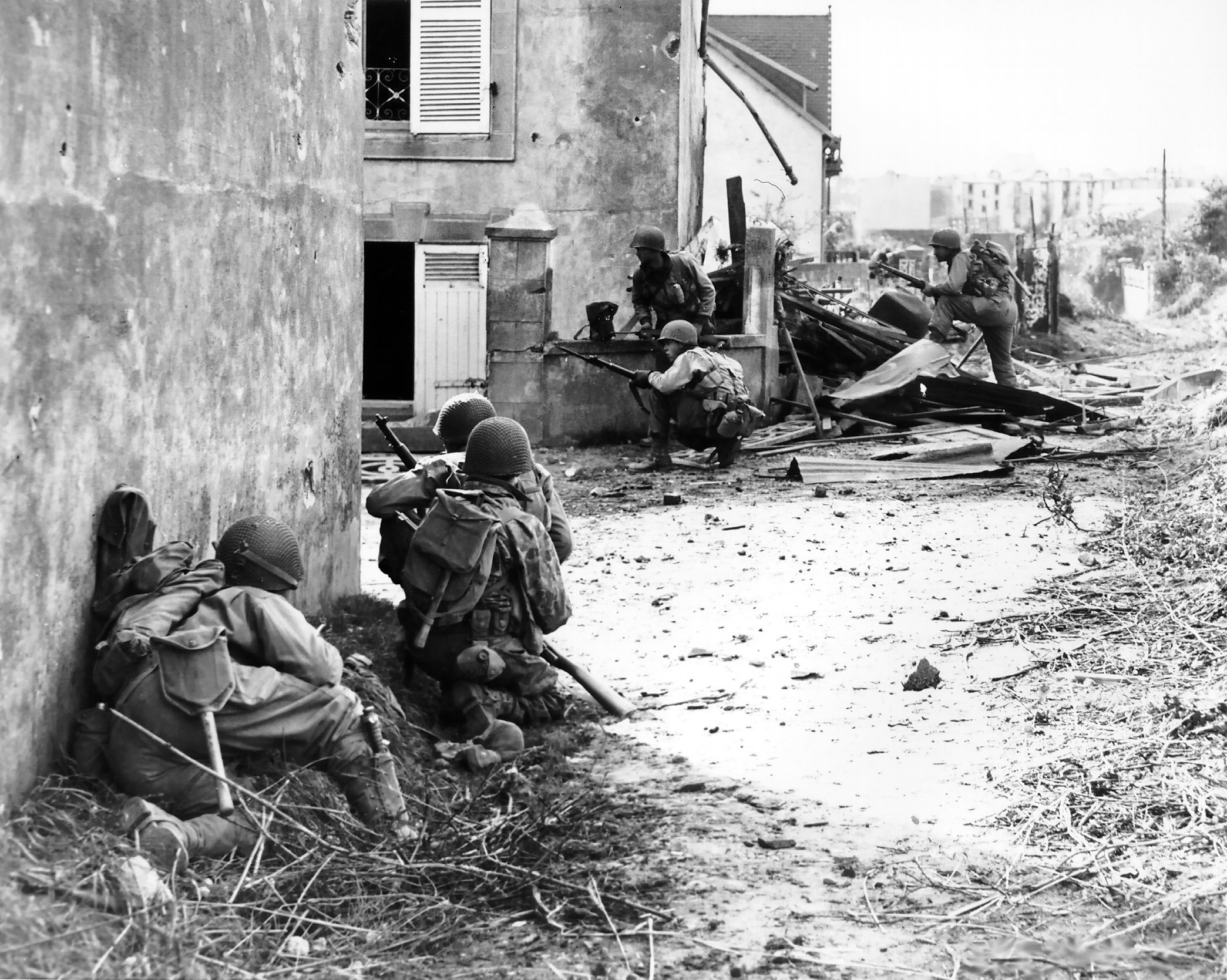
Miembros de la 2.ª división de infantería de EE. UU. avanzando bajo fuego de ametralladora en las afueras de Brest. 9 de septiembre de 1944.

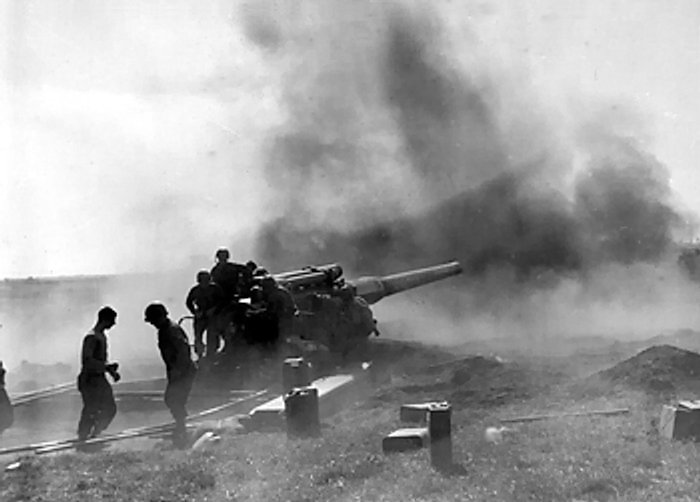
Cañón de campaña de 8 pulgadas del ejército de EE. UU. en acción durante el bombardeo de Brest.

Poco después de que Normandía fuera invadido, los puertos Mulberry fueron remolcados desde Inglaterra y se desplegaron en la costa francesa. Por desgracia para los Aliados, uno de ellos, el estadounidense, fue destruido después de menos de dos semanas en una tormenta. Los suministros fueron luego llegando sobre todo directamente a través de las playas, pero este proceso no fue tan eficiente.
Cherburgo, en la punta de la península de Cotentin, en Normandía, fue capturada por los estadounidenses que desembarcaron en playa Utah, pero la guarnición alemana antes de rendirse destruyó sus instalaciones portuarias. Cherburgo era hasta ahora el único puerto importante en el área de invasión aliada. Poco después, los alemanes en la península de Bretaña fueron aislados por una brecha norte-sur por el Tercer Ejército de Estados Unidos de George S. Patton durante la operación Cobra; y el VIII Cuerpo de Ejército de EE. UU. fue desviado a Bretaña para capturar Brest y asegurar el flanco norte del avance. Tropas de la Wehrmacht atrapadas en Bretaña se retiraron a los puertos fortificados de la península mientras que tropas del Tercer Ejército de EE. UU. entraron y los rodearon. La guarnición de Brest, llamada Festung Brest por los alemanes, que significa Fortaleza de Brest, ya que la propaganda alemana se refería así a las ciudades rodeadas, fue puesta bajo el mando del general der Fallschirmtruppe Hermann Bernhard Ramcke, un veterano paracaidista del Afrika Korps. Sus fuerzas consistían en la 2.ª División de paracaidistas alemanes, la 266.ª División de Infantería, la 344.ª División de Infantería y otros elementos de la Wehrmacht, en total unos 40 000 hombres.
La antigua ciudad fortificada de Saint-Malo fue capturada por la 83.ª División de Infantería estadounidense (Ohio) el 17 de agosto, pero sus pequeñas instalaciones portuarias fueron saboteados por los defensores. Una guarnición alemana estacionada en la cercana isla de Cézembre se rindió solo después de días de intensos bombardeos por buques de guerra y fuertes ataques aéreos, cuando sus cañones navales ya estaban inutilizados. El bombardeo aéreo de la isla marcó uno de los primeros usos de bombas de napalm. Estaba claro que los alemanes impedían a los Aliados el uso de los puertos franceses el mayor tiempo posible, mediante la defensa de las fortalezas construidas en torno a ellos y dañando seriamente sus muelles. 
Brest fue alcanzado por las tropas estadounidenses el 7 de agosto de 1944.

## La batalla

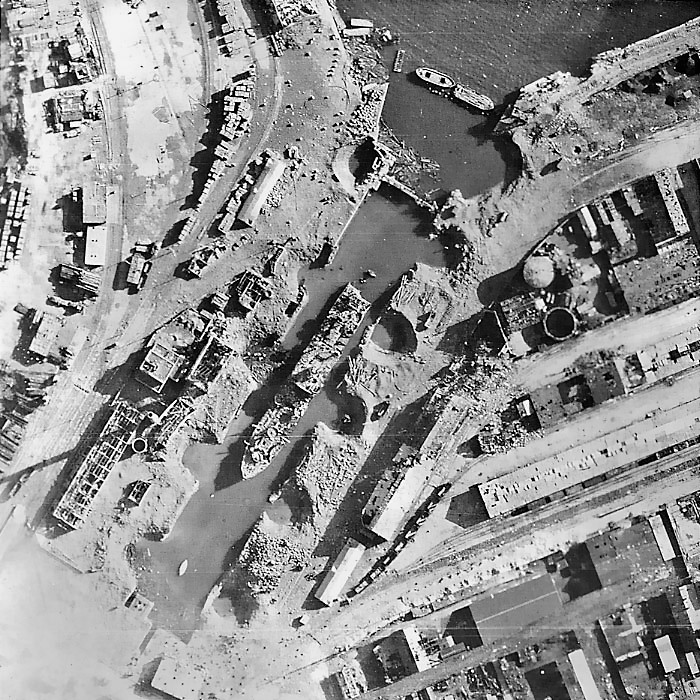
Bombardeo de Brest por la Royal Air Force. Finales de agosto de 1944.

Brest fue rodeado y finalmente bloqueado por el VIII Cuerpo de Ejército de EE. UU. La pelea resultó extremadamente difícil, ya que la guarnición alemana fue muy aguerrida, y en parte formada por fuerzas de élite Fallschirmjäger (paracaidistas).
Los paracaidistas alemanes estuvieron a la altura de su reputación, como los Aliados ya habían experimentado previamente en batallas como la de Montecassino. Mientras que algunas unidades de menor capacidad se rindieron fácilmente, los Fallschirmjäger defendieron su terreno en terribles circunstancias, bajo intensos bombardeos, ataques aéreos y de infantería. Los atacantes tuvieron fuertes pérdidas por cada pequeño avance que hicieron en la ciudad.
De acuerdo con su doctrina militar, los estadounidenses trataron de utilizar su superior poder de fuego de artillería y su superioridad aérea para superar las defensas, en lugar de luchar contra ellos cuerpo a cuerpo. Los alemanes habían almacenado una cantidad considerable de munición para la defensa de la ciudad, y tenían armas de todos los calibres (de fuego antiaéreo ligero) en fortificaciones y fortines. Elementos de la 79.ª División Blindada británica vinieron a atacar a la fuertemente fortificada Fort Montbarey. Tanques lanzallamas Churchill Crocodile, junto con la infantería estadounidense necesitaron tres días para superar el fuerte.
La lucha fue intensa, las tropas combatían de casa en casa. Las fortificaciones, construidas por alemanes y franceses, resultaron muy difíciles de superar, y descargas de artillería pesada fueron disparadas por ambos bandos. 
La antigua ciudad de Brest fue arrasada durante la batalla, solo algunas antiguas fortificaciones medievales de piedra quedaron en pie.
El general Hermann Bernhard Ramcke entregó la ciudad el 19 de septiembre de 1944 a los estadounidenses, después de inutilizar las instalaciones portuarias. Estas no serían reparadas a tiempo para ayudar al esfuerzo de guerra como se esperaba. A estas alturas, París ya había sido liberada por los ejércitos aliados, y la operación Market Garden ya estaba en marcha en los Países Bajos.
La costosa captura de Brest dio lugar a la decisión de solo rodear los restantes puertos ocupados por los alemanes en Francia, con la excepción de aquellos que pudieran ser capturados sobre la marcha, en lugar de asaltarlos en una batalla convencional. La excepción fue Le Havre, que fue tomada por el II Cuerpo de Ejército británico el 12 de septiembre de 1944. Algunos de estos puertos bretones se rindieron el 9 de mayo de 1945, un día después de la victoria en el “Día de Europa”.

## Consecuencias
Toda la operación Overlord se desarrolló de manera algo diferente a lo previsto. El rápido avance del III Cuerpo de Ejército estadounidense de Patton permitió la liberación de París antes de lo esperado, pero en septiembre de 1944 los suministros empezaban a escasear.
Cherburgo fue el único puerto reparado a tiempo para ser usado. La capacidad del puerto fue de aproximadamente 2000 toneladas al día a mediados de julio, y de 12 000 toneladas en agosto de 1944.
Se tomó una decisión favorable a las fuerzas británicas bajo el mando de Bernard Law Montgomery mediante la reducción de los suministros a otras fuerzas, incluyendo las de Patton. La fracasada operación Market Garden lanzada por Montgomery poco después, sin embargo, no permitió a los Aliados reanudar su rápido avance, que estaba estancado en Amberes. Los alemanes fueron capaces de reorganizarse e incluso lanzar un contraataque (la batalla de las Ardenas). Para entonces, sin embargo, la región de Amberes estaba ya asegurada y su puerto era operativo, aportando suministros a los Aliados.

## Consideraciones
Si hubieran podido llegar más suministros a través de los puertos franceses a las fuerzas británicas y estadounidenses, los Aliados podrían potencialmente haber invadido la parte occidental industrializada de Alemania antes del invierno de 1944 a 1945, el III Reich podría haber colapsado antes. Por otro lado, los nuevos acontecimientos en la Segunda Guerra Mundial indicaron que la logística de llevar suministros a través de Francia por tierra también fue un gran obstáculo, debido a un número insuficiente de camiones y a la destrucción de la red ferroviaria (ver Red Ball Express). El retraso en la invasión de Europa, pospuesto a 1943-1944 debido a la falta de vehículos anfibios Landing Craft Tank, había permitido a los alemanes reforzar su sistema de defensa costera, conocido como el Muro del Atlántico. Las fortificaciones construidas en los puertos hicieron que la realidad que los soldados aliados encontraron a su alrededor fuera muy diferente en 1944 a la que los planificadores previeron en 1942, cuando creyeron que estos puertos podrían ser capturados relativamente intactos.

## Estas son mis credenciales
Cuando el general de brigada de Charles Canham llegó para aceptar su rendición, el general Hermann Bernhard Ramcke preguntó al hombre de menor rango por sus credenciales, Canham señaló a sus tropas cercanas y dijo: «Estas son mis credenciales». Charles Canham era en ese momento el comandante adjunto de la 8.ª División de Infantería de EE. UU., y esa frase se ha convertido en el lema de la división.

### Citas
1. ↑  Delaney, Douglas E. (2011).  University of British Columbia Press, ed. Corps Commanders: Five British and Canadian Generals at War, 1939-45 (en inglés). Vancouver BC. pp. 244. ISBN 978-0-7748-2090-5. Consultado el 12 de febrero de 2014. (requiere registro).